# Germania Schönau
Germania Schönau war ein Sportverein im deutschen Reich mit Sitz im heutigen Chemnitzer Stadtteil Schönau in Sachsen.

## Geschichte
In Aufzeichnungen ist erstmals zur Saison 1907/08 von dem Verein zu lesen. Zu dieser Zeit spielte die Mannschaft unterklassig im Gau Südwestsachsen. Zur Spielzeit 1940/41 gelang dem Verein der Aufstieg in die zweitklassige Fußball-Bezirksklasse Chemnitz. 1944/45 wurde die Mannschaft innerhalb der Gruppe Chemnitz in die Staffel 2 der erstklassigen Gauliga Sachsen eingegliedert. In dieser wurde der Verein Zweiter hinter dem Chemnitzer BC.
Nach dem Ende des Krieges wurde der Verein dann auch aufgelöst. Wie überall in der Sowjetischen Besatzungszone wurden kommunale Sportgruppen gebildet; darunter in Schönau die SG Schönau. Die SG Schönau spielte bis 1948 in der Liga des Fußballkreises Chemnitz, die in Ermangelung überregionaler Ligen damals auf der höchsten Ligenebene in Sachsen rangierte. In der Spielzeit 1946/47 belegte die SG Schönau den vierten Rang und in der Saison 1947/48 den zwölften und letzten Rang, der den Abstieg in die Unterklassigkeit bedeutete.
Schönau, ein Industrievorort von Chemnitz und ursprünglich eine eigenständige Gemeinde, wurde 1950 in die Stadt Chemnitz eingemeindet.